# Nataša Mićić
Nataša Mićić (Užice, 2 novembre 1965) è una politica serba.
È stata Presidente dell'Assemblea Nazionale di Serbia tra il 2001 e il 2004.